# Warren Spahn
Warren Edward Spahn (Buffalo, 23 aprile 1921 – Broken Arrow, 24 novembre 2003) è stato un giocatore di baseball statunitense di ruolo lanciatore nella Major League Baseball (MLB). È stato inserito nella National Baseball Hall of Fame nel 1973.

## Carriera
Spahn giocò tutti i suoi 21 anni carriera nella National League. Vinse 20 o più gare in tredici stagioni, incluso un record di 23–7 all'età di 42 anni. Vinse il Cy Young Award e si classificò per tre volte secondo, quando veniva assegnato un solo premio per stagione, invece dei due attuali. In carriera vinse 363 gare (sesto assoluto di tutti i tempi), più di qualsiasi altro lanciatore mancino della storia e più di qualsiasi altro lanciatore che giocò la sua intera carriera nella cosiddetta live-ball era, dopo il 1920. In carriera lanciò anche due no-hitter (nel 1960 e 1961, all'età di 39 e 40 anni). Considerato uno dei migliori lanciatori della storia della Major League Baseball, gli è stato dedicato il Warren Spahn Award, assegnato annualmente al miglior lanciatore mancino della MLB. Giocò la maggior parte della carriera con i Braves prima a Boston e poi Milwaukee, conquistando le World Series nel 1957. Nel 1999 fu inserito nella formazione del secolo della MLB e, nello stesso anno, The Sporting News lo inserì al 21º posto nella classifica dei migliori cento giocatori di tutti i tempi.

## Palmarès

### Club
- World Series: 1

Milwaukee Braves: 1957

### Individuale
- MLB All-Star: 17

1947, 1949–1954, 1956–1959², 1961–1963
- Cy Young Award: 1

1957
- Leader della National League in vittorie: 8

1949, 1950, 1953, 1957–1961
- Leader della National League in media PGL: 3

1947, 1953, 1961
- Leader della National League in strikeout: 4

1949–1952
- Club delle 300 vittorie
- Formazione del secolo della MLB
- Numero 21 ritirato dagli Atlanta Braves